# PQi
PQi (förkortning av Project Quality index) är ett nyckeltal; ett index som beskriver hur väl ett projekt upplevs fungera. PQi lanserades 2019 med målet att utvecklas till branschstandard för att mäta kvalitet i byggprojekt. Mätmodell och mätverktyg är utvecklade av Binosight AB i samverkan med forskare vid Luleå tekniska universitet och branschföreningen Byggherrarna Sverige. Begreppet PQi använd även i vidare bemärkelse, exempelvis PQi-modellen, PQi-tjänsten etc.
PQi används av byggherrar och byggföretag för att mäta projektkvalitet, jämföra sig mot Best Practice för branschen, identifiera prioriterade förbättringsområden och följa upp kvalitetsarbetet i projekten.

## Bakgrund

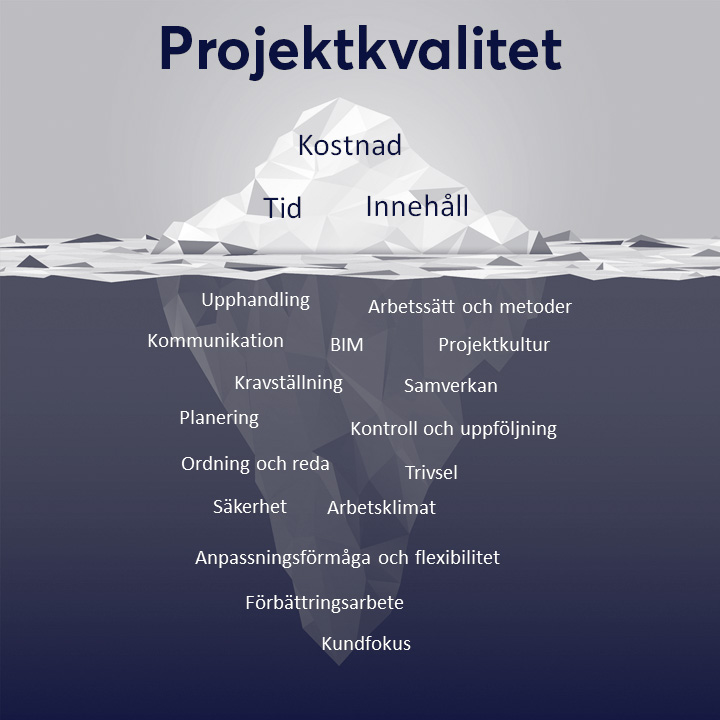
En isbergsillustration som visar sambandet mellan TKI och underliggande framgångsfaktorer för ett byggprojekt.

Utvecklingen av PQi bottnar i behovet av att göra byggprojekt säkrare, effektivare och mer hållbara. Byggsektorn har under lång tid brottats med utmaningar kopplade till låg produktivitet, omfattande kvalitetsbristkostnader och höga olycks- och dödsfallssiffror.
Produktiviteten inom svensk byggsektor var i genomsnitt -0,2% under åren 1994-2013. Motsvarande utveckling har kunnat iakttagits även för byggsektorn i USA som uppvisade en svagt negativ produktivitetsutveckling från början av 1970-talet fram till 2012. Detta står i stark kontrast till andra branscher såsom tillverkande industri och jordbruk som under motsvarade haft en starkt positiv produktivitetsutveckling.
Kvalitetsbrister relaterande till byggprojekt beräknas av forskare kosta i storleksordningen 30-35% av ett byggprojekts produktionskostnad. Denna beräkning stöds även av Boverket som hösten 2018 publicerade rapporten ”Kartläggning av fel, brister och skador inom byggsektorn”. Där bedöms de totala fastighetsekonomiska kostnaderna för fel i svenska husbyggnadsprojekt till 83-111 miljarder årligen.
Totalt har 87 personer dött i arbetsrelaterade olyckor på svenska byggarbetsplatser under åren 2011-2020. Detta gör byggverksamhet till den farligaste branschen, sett till antalet dödsolyckor.
Byggsektorns utmaningar har genererat ett antal rapporter från regeringen  och ett antal initiativ från branschen. Bland annat bildades Rådet för byggkvalitet BQR 1999 på uppdrag av regeringen för att få till stånd ett systematiserat kvalitetsarbete i byggande och förvaltning. BQR blev 2010 en del av IQ Samhällsbyggnad. Ett antal större branschaktörer bildade också 2017 föreningen Håll Nollan som verkar för noll olyckor i byggbranschen.

## Historia
2004 initierade Rådet för byggkvalitet BQR en forskningsstudie för att utveckla kunskap om drivkrafter för framgångsrika byggprojekt. Studien genomfördes av forskare vid Chalmers tekniska högskola och Handelshögskolan i Stockholm. Arbetet bedrevs 2004-2006 och involverade deltagare från ett 20-tal svenska företag och organisationer, främst stora byggherrar. Studien resulterade i en modell för att mäta framgångsfaktorer i byggprojekt.
- 2008 upphandlades Prifloat AB av BQR för att utveckla mätmodellen och ta fram en webbaserad IT-lösning för att mäta byggprojekt.
- 2009 lanserades det nya webbaserade mätverktyget under namnet Byggprocessmätning på den svenska marknaden. Totalt användes Byggprocessmätning i ca 400 byggprojekt under åren 2009-2019.
- 2016 tog Tommy Lenberg, Vd på Byggherrarna Sverige, ett samverkansinitiativ i syfte att få byggsektorn att fokusera på kvalitetsfrågan. En arbetsgrupp bildades med professor Per Erik Eriksson och Johan Larsson, universitetslektor vid Luleå tekniska universitet. I gruppen fanns även representanter från några av Sveriges största byggherrar och mjukvarubolaget Binosight AB, under ledning av bolagets Vd Thomas Samuelsson. Målet var att, utifrån erfarenheterna från den forskningsstudie som BQR initierade och erfarenheterna från praktisk användning av Byggprocessmätning i ett stort antal projekt, utveckla en ny branschstandard för att mäta kvalitet i byggprojekt. Samarbetet resulterade i en ny mätmodell och en ny molntjänst för att mäta projektkvalitet.
- 2019 tecknades ett långsiktigt avtal mellan Binosight AB och Luleå tekniska universitet. Avtalet ger forskarna tillgång till insamlad data i anonymiserad form för utveckling av mätmodellen och forskning på mätresultat för utveckling av byggsektorn.
- 2020 lanserade Binosight AB molntjänsten PQi.
- 2021 hade ca 250 byggprojekt mätts med den nya tjänsten. Tillsammans med Byggherrarna instiftade Binosight under året en ny kvalitetsutmärkelse för byggbranschen, ”PQi – Utmärkt Projektkvalitet”. Av samtliga mätta byggprojekt uppfyllde 2021 tre projekt kriterierna och mottog kvalitetsutmärkelsen[8].
- 2022 tecknades avtal med branschorganisationen Byggföretagen om att integrera PQi som ett verktyg i Byggföretagens KMA verksamhetsledningssystem, kallat BKMA. Cirka 300 byggföretag var år 2022 anslutna och certifierade med BKMA.

## Projektkvalitet
PQi gör anspråk på att mäta ”projektkvalitet”. Begreppet syftar på kvaliteten på ett projekts planering, genomförande och resultat. Traditionellt styrs projekt på de tre faktorerna Tid, Kostnad och Innehåll. Projektets förmåga att leverera rätt produkt, i tid och inom budget bedöms dock främst vara ett resultat av hur de underliggande processerna och arbetssätten fungerar. Fokus under utvecklingen av PQi har varit att operationalisera begreppet projektkvalitet och göra det mätbart. Mätdata från cirka 200 projekt har använts för att statistiskt beräkna olika kvalitetsklasser för projekt. Ett projekt som når Best Practice presterar på samma nivå som den bästa fjärdedelen av alla mätta projekt.

## Mätmodell

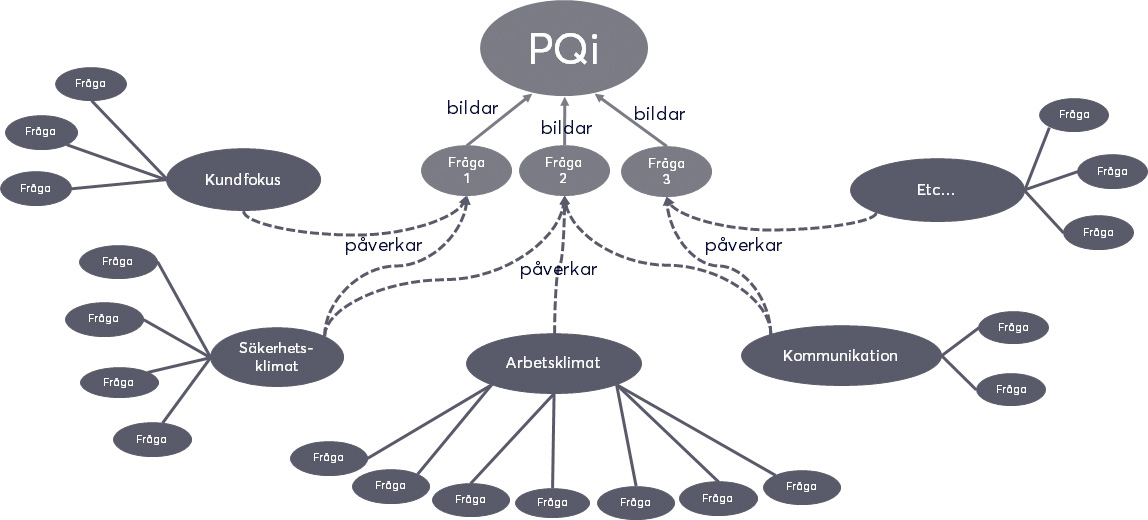
Illustration som visar principen för de statistiska sambanden mellan det övergripande indexvärdet PQi och underliggande variabler.

Mätmodellen för PQi har ett holistiskt perspektiv på ett byggprojekts förmåga och framgång. Modellen bedöms i grunden vara enhetlig för alla typer av projekt, även om den initialt anpassas till byggprojekt. Den bygger på att en verksamhet ställer vissa krav på vad projektet ska leverera och vilka effekter som ska skapas. Utifrån dessa krav behöver projektet ges förutsättningar för att kunna drivas framgångsrikt och leverera ett projektresultat som bidrar till att uppfylla verksamhetens ursprungliga krav och förväntningar.
I sin statistiska uppbyggnad påminner PQi om NKI (nöjd-kund-index). Frågorna i PQi-modellen är grupperade i frågeområden eller latenta variabler. Tre separata frågor bildar det övergripande indexvärdet PQi som betraktas som en beroende variabel. Övriga latenta variabler betraktas som oberoende variabler vilka påverkar PQi-värdet. Säkerställande av att frågorna inom en latent variabel hör ihop, och laddar på samma faktor, har gjorts med hjälp av faktoranalys. Sambandet mellan den beroende variabeln och de underliggande oberoende variablerna mäts med hjälp av regressionsanalys. Regressionsanalysen ger även ett mått på modellens förklaringsgrad R2Adj som för PQi-modellen ligger på ca 0,7. Det betyder enkelt uttryckt att modellen som helhet förklarar ca 70% av variationerna i det övergripande PQi-värdet. Som referens kan nämnas att en förklaringsgrad på 0,6 – 0,7 anses vara en tillfredsställande för NKI-mätningar (Cassel & Strand, 2007).

## Mätverktyg och datainsamling
Datainsamling sker med hjälp av en digital enkät där samtliga personer som är involverade i ett projekt anonymt får bedöma ett antal projektkritiska frågor. Det finns även möjlighet att lägga till projekt- och kundanpassade frågor. Resultatet aggregeras och redovisas totalt, samt för roller och parter i projektet. Metodiken har tagit inspiration av det som brukar kallas Massans visdom. Uttrycket syftar på att den samlade åsikten hos en grupp individer kan bedömas vara mer rationell och klok än en enskild expert.

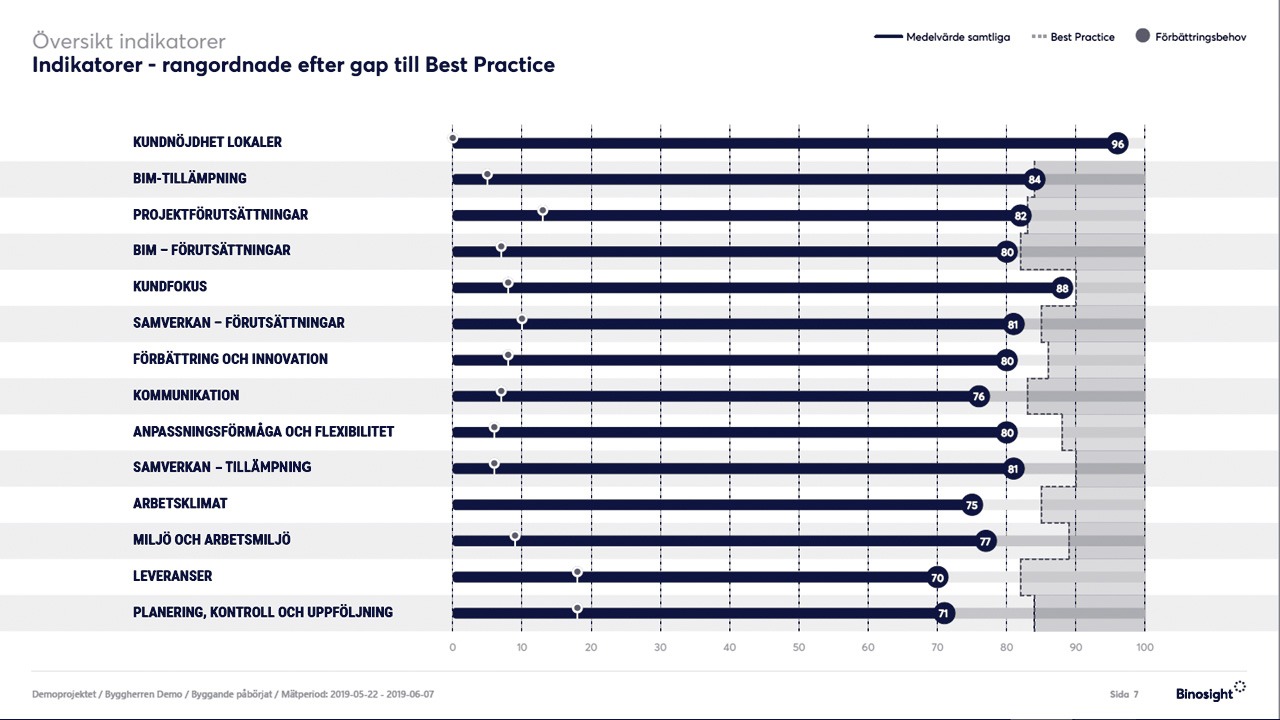
Exempeldiagram från en PQi-mätning som visar hur projektet presterar på ett antal projektkritiska områden jämfört med Best Practice (streckade linjen till höger)

Respondenterna tar ställning till ett antal påstående på skalan 0-10, där 0 är ”Instämmer inte alls” och 10 är ”Instämmer helt”. Enkäten består av ett bruttobatteri av frågor, indelade i femton olika områden. Exempel på frågeområden är Generella projektförutsättningar, Förutsättningar för samverkan, Kommunikation, Kundfokus och Arbetsklimat.